# Living Dub Vol. 6
Living Dub Vol. 6 – dwudziesty piąty album studyjny Burning Speara, jamajskiego wykonawcy muzyki reggae.
Płyta została wydana w roku 2004 przez Burning Music, własną wytwórnię Speara. Znalazły się na niej zdubowane wersje piosenek z wydanego rok wcześniej krążka Freeman. Produkcją nagrań zajęła się Sonia Rodney, żona artysty.

## Lista utworów
1. "Trust Dub"
2. "Dub We Feel It"
3. "Dub Ha Ha"
4. "Dub Not Guilty"
5. "Dub Rock And Roll"
6. "Dub Dready"
7. "Dub Is Free"
8. "Dub Is What I Am"
9. "Dub Rise Up"
10. "Old School Dub"
11. "Dub Can"
12. "Dub Don't Change"